# 前野時基
前野 時基（まえの ときもと）は、鎌倉時代後期ごろの武士・土豪。前野家五代目当主。通称・三郎兵衛。のち左兵衛尉。

## 経歴
時基は、当時の尾張国の土豪である前野家の当主・前野時綱の嫡男として生まれる。初め前野三郎兵衛時基を名乗る。父とともに尾張大介中島宣長に仕えたとされ、六位・左兵衛尉となる。後に宗徴と号すが、再び改名して五十と号す。
弘安2年（1279年）9月、前野村八屋敷の南八畝歩に墓所を定める。
弘安8年（1285年）10月20日、享年不詳で死去する。

## 前野氏
前野氏は、桓武天皇の子の良岑安世を始祖とする良岑氏の系統で、良岑高成（立木田高成）の子である良岑（前野）高長が尾張国丹羽郡前野村（現在の愛知県江南市前野町〜大口町辺り）に移り住んで前野を自称し、その曽孫でありこの時基の父である前野時綱が正式に前野を名乗ったのが始まりとされている。

## 子孫
前野家文書『武功夜話』によると時基は、後の関白豊臣秀次付筆頭家老前野将右衛門長康（坪内光景）や、関ヶ原の戦いで石田三成隊先鋒として戦った前野兵庫助忠康（舞兵庫）の先祖でもある。また、『水戸黄門』に登場する介さんのモデルとなった佐々宗淳や、漫画「るろうに剣心」にも登場する新撰組の前野五郎も時基の子孫である。